# Quercus subfalcata
Quercus subfalcata är en bokväxtart som beskrevs av William Trelease. Quercus subfalcata ingår i släktet ekar, och familjen bokväxter. Inga underarter finns listade i Catalogue of Life.